# Église Saint-Léger de Couhard
Pour les articles homonymes, voir Église Saint-Léger.
L'église Saint-Léger est une église paroissiale du XIIe siècle située à Couhard, ancienne paroisse intégrée à Autun, en Saône-et-Loire en France. Édifiée au XIIe siècle, elle est remaniée aux XVIIIe, XIXe et XXe siècles.

## Culte
L’église Saint-Léger de Couhard relève de la paroisse Saint-Lazare en Autunois, qui compte trois communes et dont le centre est Autun, siège de l'évêché d'Autun, Chalon et Mâcon.
L'église est dédiée à saint Léger d'Autun, évêque martyr du VIIe siècle, qui aurait eu les yeux crevés à Couhard.

## Architecture
Le chœur et les boiseries actuelles sont du XVIIIe siècle et le clocher du XXe siècle. L'église subit une restauration en 1980 et 1981.
Une statue de Léger du XVIe siècle figure sur la façade, au-dessus de la porte d'entrée. En pierre, elle est haute de 90 centimètres et représente le saint tenant sa crosse épiscopale. 
Le clocher, décoré de quatre gargouilles (représentant un chien, un loup, un animal fantastique et un animal non-identifié), abrite l'une des plus anciennes cloches du diocèse d'Autun, datant du XIVe siècle et classée au titre des Monuments historiques dès 1924 (avec inscription latine signifiant : « Je vous salue Marie. Protégez-nous contre la foudre. »).

## Mobilier
Plusieurs éléments du patrimoine mobilier de l'église sont classés au titre d'objet aux monuments historiques en 1924, en particulier :
- une statue en bois d'une abbesse bénédictine avec un voile sur la tête, du XVe siècle, haute de 80 centimètres. Elle est vénérée sous le nom de saint Benoît[4] ;
- une statue en bois de saint Georges portant un édifice à la main, du XVe siècle, haute de 75 centimètres[5].

Les deux statues proviennent de l'ancien prieuré de Saint-Georges-du-Bois, installé dans la paroisse de Couhard,.
Seule la statue de saint Léger sur la façade est inscrite au titre d'objet, en 1978.